# Fallen Angel (film, 1945)
Fallen Angel (doslovným překladem Padlý anděl) je americký film noir režiséra Otty Premingera z roku 1945, koncipovaný jako příběh o posedlosti, strachu a hledání smyslu lidské existence. V hlavních rolích hrají Dana Andrews, Alice Faye, Linda Darnell, Charles Bickford, Anne Revere, Percy Kilbride, John Carradine. Scénář podle stejnojmenného románu Marty Holland napsal Harry Kleiner, kamera Joseph LaShelle, hudba David Raksin.

## Děj
Když Erica Stantona (Dana Andrews) na půl cesty mezi Los Angeles a San Franciscem vysadí z autobusu, protože už nemá na lístek, je zhruba deset v noci a zbývá mu v kapse jediný dolar. Eric umí přijít rychle k penězům, ale stejně rychle je i rozházet. Naposledy utržil značnou sumu za svou úspěšnou marketingovou firmu, ale zbytek peněz utratil v Las Vegas a momentálně je opět na dně. Ve Waltonu se ocitá na skutečné i pomyslné křižovatce. Prochází tmavým městečkem, až narazí na zapadlou putyku. Tam se setká se svůdnou Stellou (Linda Darnellová), která zde pracuje jako servírka a kolem níž se točí všichni muži z okolí. Zkusí ji svést, ale Stella má za sebou víc krátkodobých vztahů a teď nechce nic jiného než bohatého muže, který bude ochotný si ji vzít. Eric potřebuje rychle získat peníze a vymyslí krkolomný plán – rozhodne se, že se ožení s místní staropanenskou dědičkou June (Alice Fayeová), dcerou bývalého starosty, která žije se svou postarší sestrou (Anne Revereová) ve výstavním domě kousek od kostela. Eric má v úmyslu připravit June o peníze, opustit ji a získat Stellu, jíž je natolik posedlý, že dokonce odmítne místo promotéra u potulného spiritisty profesora Madleyho (John Carradine), jemuž předtím pomohl vyprodat sál a který ho chce vzít s sebou do San Francisca. Eric zůstane raději ve Waltonu a začne se dvořit June, která v krátké době jeho agresivnímu šarmu podlehne a bez vědomí sestry se za něj provdá. Eric tedy dosáhl svého, ale jeho plán se začíná hroutit: když hned po svatbě jde za Stellou, zjistí, že si mezitím našla jiného. Strhne se hádka, Eric odejde a druhý den ráno se dozvídá, že Stellu někdo zavraždil. Eric se ocitá na předním místě mezi podezřelými a rozhodne se reagovat stejně, jak je zvyklý – utéct. June ho odmítne opustit, a přestože chápe, že si ji vzal jen pro peníze, odjede s ním do San Francisca. Nevěří, že Stellu zabil. Když jde June druhý den ráno do banky vybrat konto, aby mohli s Ericem odjet, čeká na ni policie. June se musí vrátit do Waltonu, kde ji vyslýchá detektiv Judd (Charles Bickford). June neprozradí, kde se Eric nachází, ale ten se nakonec do Waltonu vrátí dobrovolně. Pochopil totiž, že vrahem je sám Judd, kterého pro jeho násilnické sklony propustili už od newyorské policie. Podaří se mu Judda usvědčit a znovu se setkává s June.

## Americký sen naruby
Příběh se odehrává v dusivém prostředí maloměsta, jemuž na jedné straně vévodí kostel a na druhé tančírna a oprýskaný hostinec. Jde o svého druhu očistec, jímž musí hlavní hrdina projít a v němž volí mezi zlem, které představuje jeho vlastní posedlost tmavovlasou vyzývavou Stellou, a dobrem, ztělesněným plavovlasou bezelstnou June. Zlo ani dobro však nejsou jednoznačné, protože smyslná Stella touží po rodinném životě a skončí jako oběť, kdežto usedlou June přitahuje nebezpečí. Preminger mezi postavami vytváří paralely a zároveň je staví do protikladů. Eric a Stella jsou spřízněné duše. Tam, kde Eric využívá inteligenci, Stella kapitalizuje svou krásu, která pro ni představuje vstupenku do lepšího života. June na rozdíl od Erica a Stelly má všechno, po čem ti dva touží – peníze, luxusní domov, společenské postavení. Je ztělesněním středostavovské představy úspěchu a blahobytu, přesto všechno riskuje, a tím se zase podobá Ericovi. June a Stella jsou symbolické protipóly – plavovláska versus bruneta, den a noc, jistota a riziko, bezpečí a vzrušení, rozum a vášeň. Mezi těmito protiklady osciluje Eric, který žije jako na horské dráze. Hned po příjezdu do městečka se pod falešnou záminkou vetře do hotelu, se stejně odzbrojující drzostí přetáhne na svou stranu původně skeptickou Juneinu sestru a hladce získá práci u profesora Madleyho, vzápětí zase všechno hodí za hlavu kvůli své posedlosti Stellou, chodí s oběma ženami zároveň, ožení se s jednou, aby se mohl oženit s druhou, jeho tempo je stále zběsilejší a život se mu vymyká z rukou. Jeho bezohlednost a dravost však v podstatě představují obranný reflex člověka zahnaného do kouta, který se snaží obstát ve světě stejně tvrdých protivníků. Po každém lehce nabytém úspěchu následuje stejně rychlý pád a v Ericovi postupně narůstá únava a deziluze. Teprve v závěrečné scéně, kdy místo útěku zvolí konfrontaci s nebezpečím a vlastním strachem, se mu symbolicky daří vyskočit z rozjetého vlaku. Preminger řetězením jednotlivých motivů katalogizuje protichůdné úhly pohledu a prostřednictvím zvratů v jednání postav zachycuje široké spektrum aspektů lidského chování. Právě nejednoznačnost hlavních charakterů, věcný, až nemilosrdně odtažitý nadhled a absence moralizování patří k typickým rysům jeho volné série konce čtyřicátých a začátku padesátých let, do níž se kromě Fallen Angel řadí Laura (1944), Daisy Kenyon (1947), Whirlpool (1949), Where the Sidewalk Ends (1950) a Angel Face (1952).

## Obsazení
Preminger se filmem pokusil navázat na komerční úspěch předchozího snímku Laura (1944). Do hlavní role obsadil opět Danu Andrewse, ve výběru hrdinek měl hlavní slovo Darryl F. Zanuck, který angažoval Lindu Darnellovou a Alice Fayeovou. Alice, tehdy komerčně nejúspěšnější muzikálová herečka studia 20th Century Fox, si přála dokázat, že zvládne i dramatickou roli. Odmítla řadu scénářů, než si vybrala June, ale zatímco Linda Darnellová si Stellou pojistila pozici osudových žen a Dana Andrews si za roli dalšího charismatického antihrdiny vysloužil jednoznačně příznivé kritiky, Alice Fayeová navzdory dobrému výkonu sklidila jen vlažné ocenění. Navíc se s producentem nepohodla kvůli vystříhaným scénám. Po uvedení filmu vypověděla studiu smlouvu a téměř dvacet let se neukázala na filmovém plátně.